# تان لي
تان لي (بالصينية: 谭力) هو سياسي صيني، ولد في 1 أكتوبر 1955 في تشونغتشينغ في الصين. حزبياً، نشط في الحزب الشيوعي الصيني.